# Ал-Азхар
 Ал-Азхар (на арабски: جامعة الأزهر) е университет в Кайро, Египет. Свързан е с джамията „Ал-Азхар Кайро“. Известен е като най-стария университет в света (който продължава да съществува и до днес) като по този критерий си съперничи единствено с университета Карауин в Мароко.

## Основаване
„Ал-Азхар“ е най-старият университет в света след университета „Ал-Карауин“ в Мароко и е известен като „най-престижния университет в сунитския ислямски свят“.
Неговото изграждане започнало през 970 година и приключило две години по-късно. Открит през 972 година от Фатимидите като център на ислямското обучение. Nеговите ученици изучавали Корана и ислямския закон в детайли, заедно с логика, граматика, реторика и изчисляване на лунните фази. Той е един от първите университети в света и единственият оцелял модерен университет със светски предмети в учебната програма. В наши дни той е главният център на арабската литература и ислямския свят. През 1961 година са били добавени нови нерелигиозни предмети в учебната програма. В допълнение към по-високо образование, Ал-Азхар ръководи национална мрежа от училища с приблизително два милиона студенти. Тъй като до 1996 година над 4000 учебни заведения са били филиали с университета.

## Мисия
Мисията на Ал-Азхар е да разпространява исляма и ислямската култура. За тази цел, неговите ислямски учени (улеми) правят едикти (фетви) по спорове, които са от всички краища на сунитския ислямски свят по отношение на правилното поведение за мюсюлманските общества. Университета също обучава и духовници за египетското правителство.

## Библиотека
Университетската библиотека се счита за втората по важност в Египет като отстъпва единствено на Националната египетска библиотека и архив в Кайро. През май 2005 година, Ал-Азхар заедно със своя партньор Dubai information technology enterprise стартира проекта „Х.Х. шейх Мохамед Бин Рашид Ал Мактум“, или както още се нарича--“Онлайн проекта на Ал-Азхар“. Университетът цели с този проект да опази ръкописите си, публикувайки ги онлайн. А цялата колекция от писаните документи и творби съдържала около 7 милиона страници.